# Faute simple en droit français
En droit administratif, la faute simple fait suite au recul de la faute lourde, voir arrêt « Époux V. » de 1992.
La faute simple est la faute la moins importante. Elle peut correspondre à un manque d’assiduité ou à la mauvaise exécution du travail (erreurs de caisses répétées, refus volontaire…). Elle mène généralement au licenciement.